# Bathyraja pallida
Bathyraja pallida es una especie de pez de la familia de los Rajidae en el orden de los Rajiformes.

## Morfología
Los machos pueden llegar a alcanzar los 160 cm de longitud total.

## Reproducción
Es ovíparo y las hembras ponen huevos envueltos en una cápsula córnea.

## Hábitat
Es un pez marino y de aguas profundas que vive entre 2.400-2.950 m de profundidad.

## Distribución geográfica
Se encuentra al norte del mar Cantábrico.

## Observaciones
Es inofensivo para los humanos.